# Tensó-kori követjárás

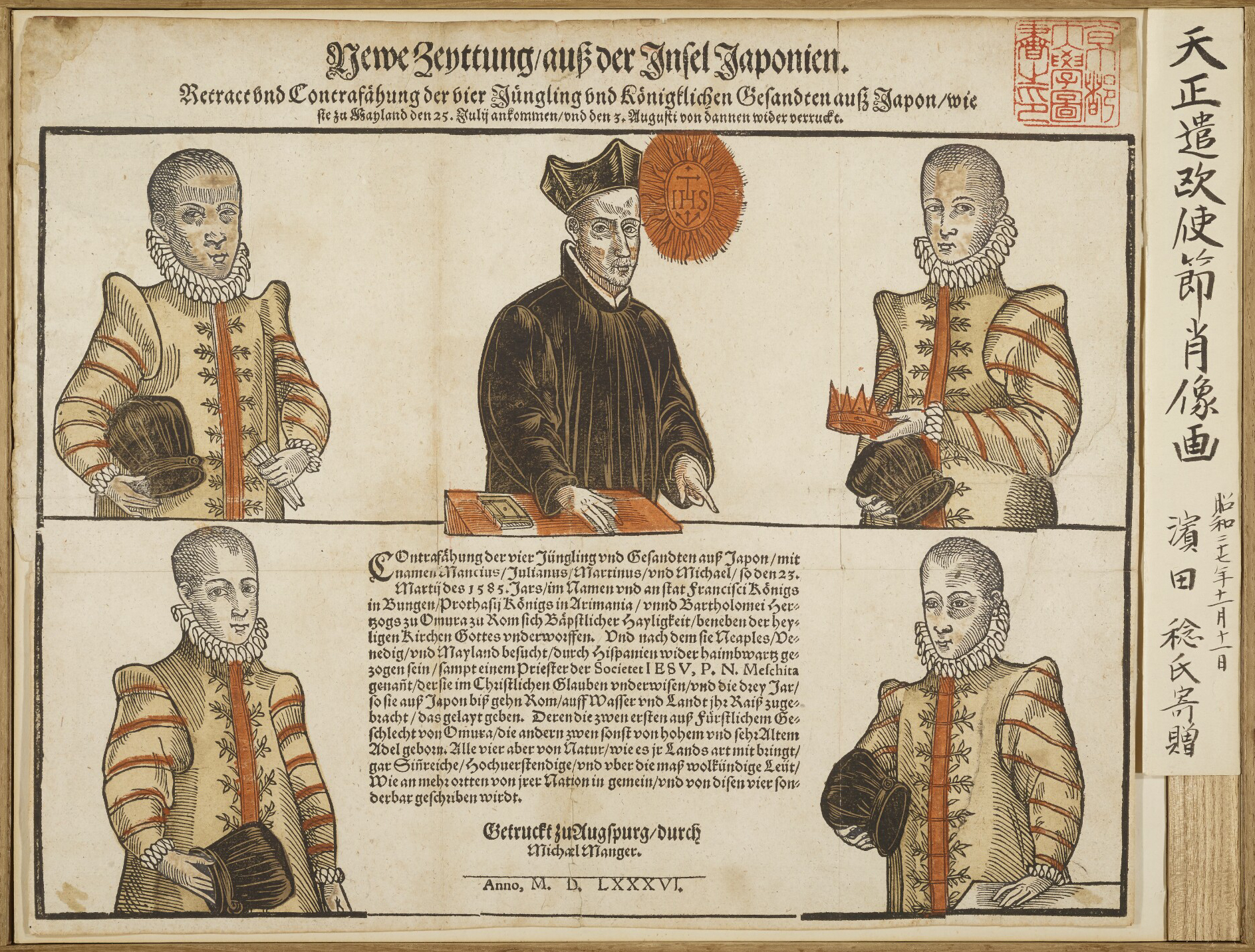
Felső sor: Nakaura Julião, Mesquita atya, Itó Mancio, alsó sor: Hara Martinho, Csidzsiva Miguel

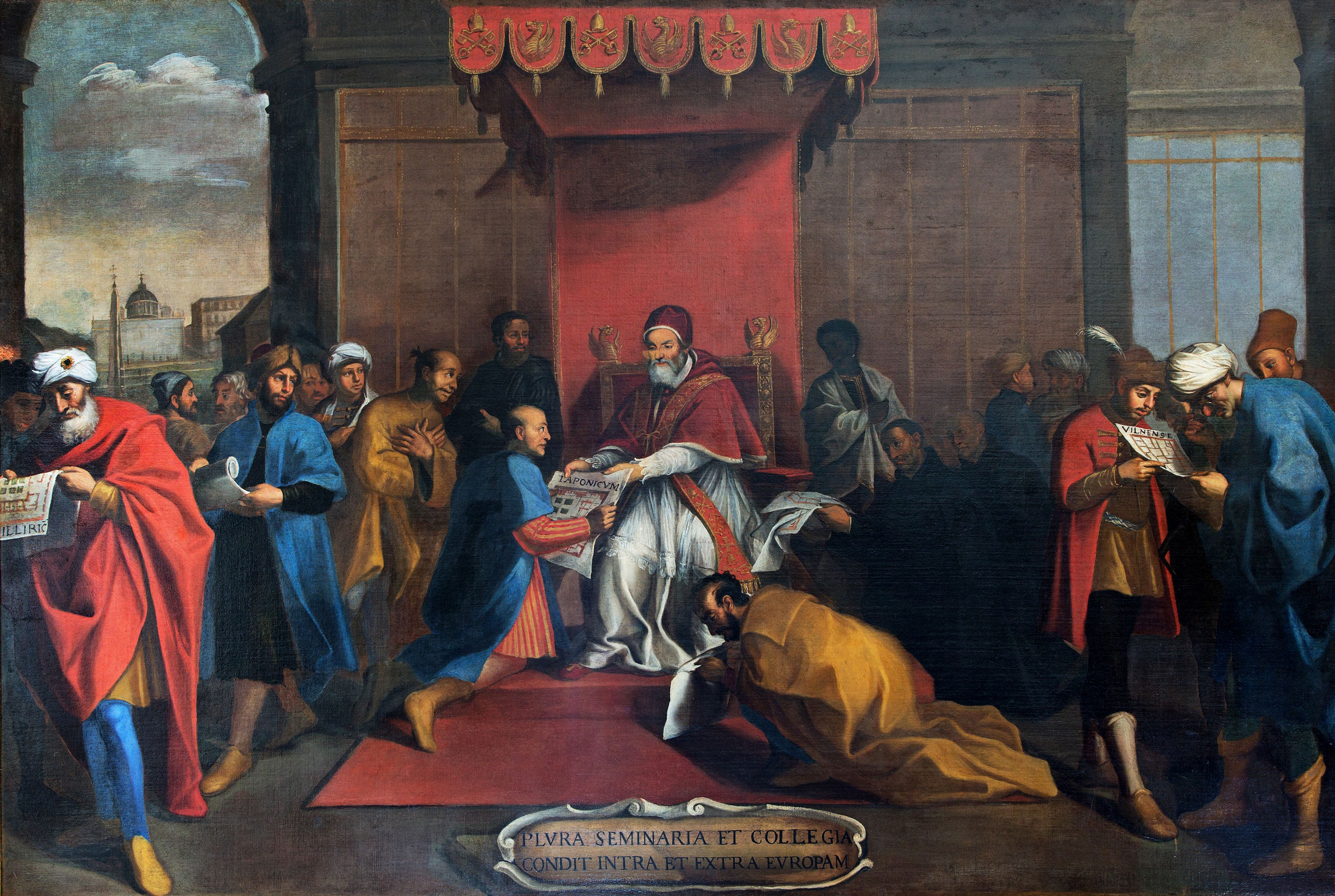
XIII. Gergely pápa fogadja a japán ifjakat

A Tensó-kori követjárásra (天正の使節, Tensó kenó siszecu) akkor került sor, amikor már több mint 30 éve működtek jezsuita misszionáriusok Japánban. Alessandro Valignano fővizitátor rábeszélt három megtérített kjúsúi daimjót, hogy menesszenek bemutatkozó küldöttséget Spanyolországba és Rómába, abban bízva, hogy a pápa kizárólagos jezsuita „felségterületté” fogja nyilvánítani Japánt. A négy, 12–13 éves, előkelő szeminarista, Itó Mancio, Csidzsiva Miguel, Nakaura Julião és Hara Martinho 16 főnyi kísérettel 1582. február 20-án indult útnak, és 1584. augusztusban kötött ki Portugáliában. Novemberben fogadta őket II. Fülöp spanyol király, majd 1585. márciusban Rómában XIII. Gergely pápa is, aki ajándékokkal halmozta el és római polgárokká nyilvánította őket. A küldöttség 1586. áprilisban indult vissza, de csak 1590. júliusban ért Nagaszakiba, ekkorra azonban Tojotomi Hidejosi már kiadta első keresztényellenes rendeletét, így a fiatalok csupán szűk körben számolhattak be élményeikről, ám Európában mindenesetre élénk érdeklődést támasztottak Japán iránt.
A missziót követően Valignano felvette a négy japán ifjút a jezsuita rendbe.
Itó Mancio 1612. november 13-án hunyt el Nagaszakiban.
Hara Martinhót a Tokugava-sógunátus száműzte Japánból, Makaóban tevékenykedett 1629. október 23-án bekövetkezett haláláig.
Csidzsiva Miguel ismeretlen okból kilépett a rendből, 1633. január 23-án hunyt el Nagaszakiban.
Nakaura Julião 1633. november 21-én kínhalált szenvedett Nagaszakiban, a katolikus egyház 2008. november 24-én boldoggá avatta.